# Expositurkirche Zöblen
Koordinaten: 47° 30′ 27,8″ N, 10° 28′ 42,1″ O
Die Expositurkirche Zöblen steht in der österreichischen Gemeinde Zöblen in  Tirol. Sie ist dem Patrozinium des heiligen Josef von Nazaret geweiht und gehört zum Dekanat Breitenwang in der Diözese Innsbruck. Die Kirche mit Friedhof und Kriegerdenkmal steht unter Denkmalschutz (Listeneintrag).

## Geschichte
Bereits am 11. September 1681 nahm Rath. Franz Wilhelm Aimayr die Gemeinde Zöblen die Erlaubnis an, eine Kapelle des hl. Josef bauen zu können. Der Bau der Kapelle wurde im Jahr 1682 fertiggestellt.
Am Ende der 1780er Jahre wurde sie zu einer einschiffigen Kirche mit Tonnengewölbe erweitert und am 26. August 1793 geweiht. Die Gemeinde war seit 1790 Kaplanei und wurde 1794 eine Expositur der Pfarrei Tannheim. Nach einem Brand am 21. Februar 1832 wurde die Kirche stark beschädigt, das Kircheninnere jedoch blieb bis auf die Orgel zu großen Teilen erhalten. Es folgten Instandsetzungsarbeiten.
Die Restaurierung der Deckenmalereien erfolgte 1989 durch die Firma Pescoller.
Die Gemeinde wird heute von der Pfarrei Schattwald betreut.

## Architektur
Der heutige schlichte Kirchenbau umfasst ein dreijochiges Langhaus mit steilem geschindelten Satteldach und einen Rundchor mit Sakristeianbau. Das Langhaus mit den abgerundeten Ecken und einer Doppelempore besitzt ein übergiebeltes Portal sowie eine zweigeschoßige Fensteranordnung mit Oberlichten, dazu sind bei den Wandöffnungen rundbogige Schlüsse angebracht.
Der teilweise verschindelte Kirchturm trägt einen geschwungenen Zeltdach und ist mit rundbogigen Schallfenstern ausgestattet.

## Ausstattung

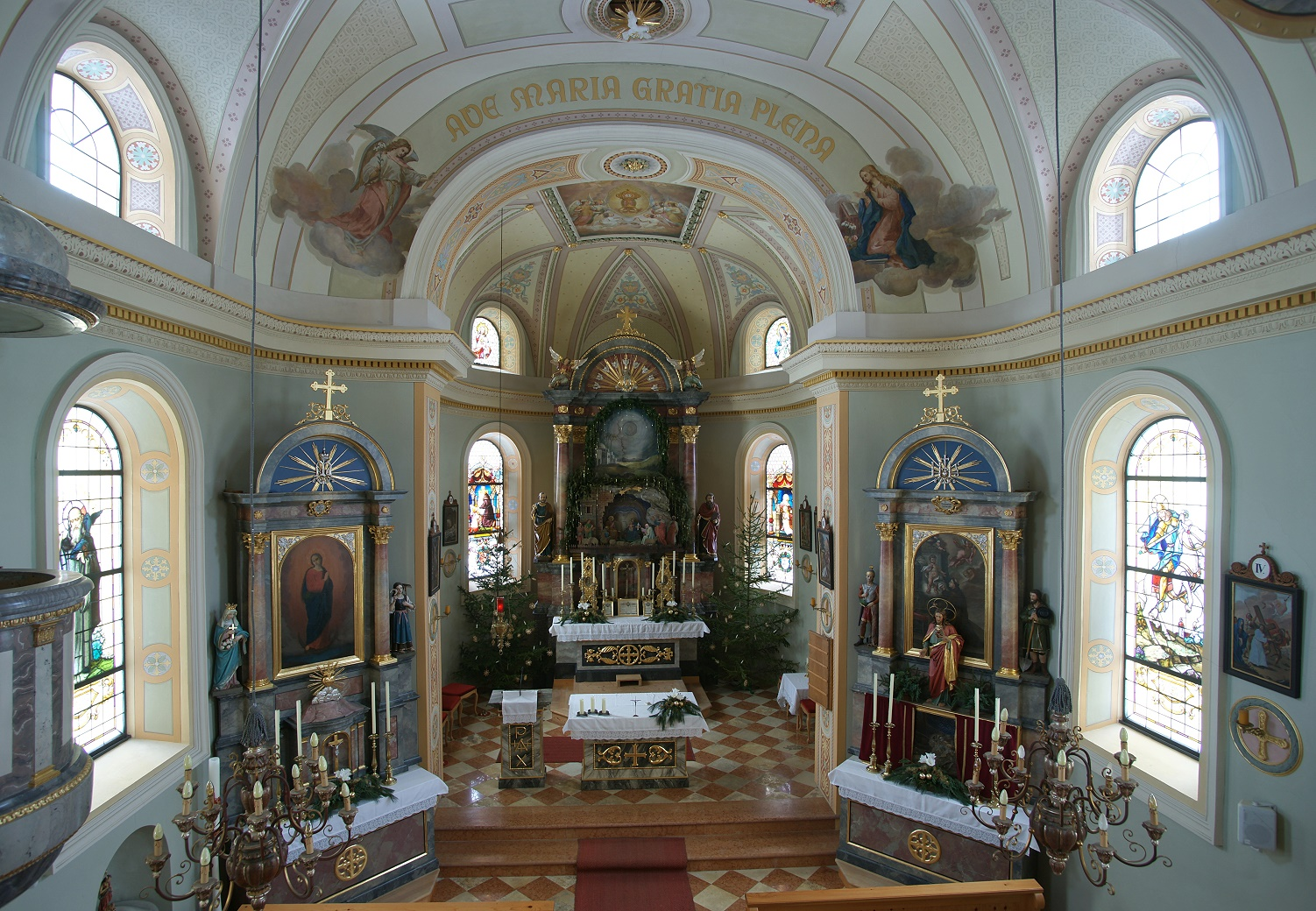
Innenansicht

Johann Kärle malte die beiden Deckenfresken im Jahr 1887. Im Chor wird die Anbetung der Eucharistie dargestellt, im Langhaus die Anbetung des Jesuskindes durch die Heiligen Drei Könige, begleitet von Szenen aus dem Leben Josefs und der heiligen Familie. 1889 schuf Anna Wetzer die Glasfenster hl. Antonius von Padua und hl. Mutter Anna mit Maria im Chor. Die weiteren bunten Glasfenster wurden 1929 von der Tiroler Glasmalereianstalt hergestellt.
In der Vorhalle befindet sich ein Geißelsäulenchristus von Johann Sigmund Hitzelberger aus dem Jahr 1760.
Aus dem frühen 19. Jahrhundert stammen das Gemälde am Hochaltar, welches den hl. Josef in den Armen Jesu und Mariä zeigt, sowie die seitlichen Figuren Petrus und Paulus. Weitere Figuren stellen Sebastian und Isidor (entstanden 1850) sowie Theresia und Notburga dar. Das Gemälde am rechten Seitenaltar zeigt Antonius mit Jesus. Joseph Keller schuf im Jahre 1860 das Gemälde am linken Seitenaltar „Die Zuflucht Mariens“. Die Kreuzwegstationen entstanden um 1880.
Die Orgel baute Franz Reinisch II. im Jahr 1900.

## Glocken
Im Kirchturm hängen vier Glocken mit der Stimmung auf a1, h1, cis2, e2, die 1948 von der Glockengießerei Oberascher zu Salzburg aus Sonderlegierung gegossen wurden. Die Glocken wurden am 5. Dezember 1948 vom Provikar Draxl geweiht. Die große Glocke verfügt über einen Klöppelfänger.

## Friedhof
Der Friedhof wurde von 1775 bis 1799 erbaut. Er befindet sich südwestlich gegenüber der Kirche und ist mit einer niedrigen Umfassungsmauer ausgestattet. Die integrierte Kriegerkapelle ist südlich an der Umfassungsmauer angebracht. An der Kapelle befinden sich das Kriegerdenkmal sowie zwei Gedenktafeln und die Inschrift Unsern teuern Helden der Weltkriege aus den Jahren 1914/18.